# Rolex Tower
La Rolex Tower est un gratte-ciel de 59 étages construit en 2010 à Dubaï le long de la Sheikh Zayed Road. La hauteur de la tour est de 247 mètres. Elle abrite des résidences et un hôtel.